# Шуваловское кладбище
Шуваловское кладбище — кладбище в Выборгском районе Санкт-Петербурга на берегу Большого Нижнего Суздальского озера на Церковной горе.
Площадь кладбища — 6,85 га. Вход на территорию кладбища — со стороны Выборгского шоссе.

## История
В 1726 году земли в районе Суздальских озёр были пожалованы полковнику Ивану Максимовичу Шувалову-старшему (ум. 1736). Здесь возникла Суздальская Слобода, населённая крестьянами, переведёнными из Суздальского уезда, затем переименованная в село Спасское (по названию храма), позже ставшее называться Первым Парголовым. По другой версии, эти земли были подарены Шуваловым императрицей Елизаветой Петровной после её восшествия на престол, в благодарность за помощь в перевороте. По этой версии первым владельцем стал сын Ивана Максимовича — граф Петр Иванович Шувалов, при котором в 1755 году была построена первая деревянная церковь Спаса Нерукотворного Образа.  При церкви не позже 1768 г. возникло приходское кладбище. На нём хоронили сначала крепостных крестьян из ближайших селений, затем, с середины XIX века, с превращением окрестных мест в дачную окраину Петербурга, здесь стали появляться захоронения знатных лиц, духовенства, государственных деятелей, деятелей культуры.
Во время блокады Ленинграда на Шуваловском кладбище появились братские и одиночные могилы солдат, погибших при обороне города и умерших от ран в госпиталях, а также множество могил жертв блокады, разбросанных по всей территории кладбища. По воспоминаниям старожилов, братские могилы находились по периметру всего кладбища. Возможно, за нынешней официальной его территорией.
В настоящее время на кладбище преобладают захоронения 1940—1960-х годов. Особенностью кладбища является чрезвычайно тесное расположение могил, затрудняющее доступ к некоторым из них. В 1975 году Шуваловское кладбище объявили полузакрытым, и захоронения на нем разрешаются лишь в исключительных случаях.
Прогуливаясь по этому кладбищу, Александр Блок сочинил стихотворение «Над озером» (на кладбище существует так называемый «камень Блока», где по местной легенде у поэта и родились эти строки):
С вечерним озером я разговор веду

Высоким ладом песни. В тонкой чаще

Высоких сосен, с выступов песчаных,

Из-за могил и склепов, где огни

Лампад и сумрак дымно-сизый —

Влюблённые ему я песни шлю.

## Спасо-Парголовская церковь
Предполагается, что в строительстве первой церкви в Суздальской слободе, на мызе графа П. И. Шувалова, освящённой 7 сентября 1755 года, принимал участие Ф. Б. Растрелли. Она сгорела 31 мая 1791 года от удара молнии. В 1793 году была построена новая деревянная церковь по проекту Луиджи Руска примерно в 50 метрах от первой.
В 1876—1880 годах на кладбище воздвигнута каменная трёхпрестольная Спасо-Парголовская церковь по проекту инженер-архитектора К. А. Кузьмина. К югу от каменной церкви в 1886 году им же была возведена деревянная церковь Александра Невского, для которой использовали часть материала разобранного за ветхостью второго Спасо-Парголовского храма.
В XX веке Спасо-Парголовская церковь не закрывалась.

## Захоронения
- епископ Лужский Симеон (Бычков);
- китаевед В. М. Алексеев (могила — объект культурного наследия федерального значения по перечню КГИОП);
- языковед В. И. Чернышёв (могила — объект культурного наследия федерального значения по перечню КГИОП);
- футболисты-братья М. П. Бутусов; К. П. Бутусов; А. П. Бутусов; В. П. Бутусов;
- капитан советского ледокольного флота В. И. Воронин (могила — объект культурного наследия федерального значения по перечню КГИОП);
- литературовед В. А. Десницкий (могила — объект культурного наследия федерального значения по перечню КГИОП);
- химик, историк и искусствовед В. Я. Курбатов (могила — объект культурного наследия федерального значения по перечню КГИОП);
- скульптор В. В. Лишев (могила — объект культурного наследия федерального значения по перечню КГИОП);
- архитектор И. А. Монигетти (могила — объект культурного наследия федерального значения по перечню КГИОП);
- библиотекарь и архитектор Императорской публичной библиотеки В. И. Собольщиков;
- народный артист СССР Р. Ф. Лебедев;
- кинооператор В.И.Федосов;
- оперный артист Н. K. Печковский;
- археолог Б. В. Фармаковский;
- почвовед К. Д. Глинка (могила — объект культурного наследия федерального значения по перечню КГИОП);
- химик-органик А. Е. Порай-Кошиц (могила — объект культурного наследия федерального значения по перечню КГИОП);
- врач тибетской медицины, предприниматель, политический деятель П. А. Бадмаев;
- врач-гомеопат Н. Е. Габрилович;
- врач, общественный деятель В. В. Цимбалин;
- О. А. Пушкина, супруга А. Л. Пушкина, племянника русского поэта, и другие[2];
- профессор А. В. Ливеровский — российский инженер путей сообщения, доктор технических наук, профессор, министр путей сообщения Временного правительства (1917).
- актер Сергей Дрейден[3]
- основатели Выборгского восьмиклассного коммерческого училища П.А. Герман и Е.А. Герман (Пасельцар)

## Список аллей
| Название              | Протяжённость | Примечания                                                                           |
| --------------------- | ------------- | ------------------------------------------------------------------------------------ |
| Берёзовая аллея       | 125 м         | Выходит к Петровской улице                                                           |
| Большая Озёрная аллея | 550 м         | Западная граница кладбища, проходит вдоль берега Большого Нижнего Суздальского озера |
| Воронинская аллея     | 70 м          |                                                                                      |
| Гористая аллея        | 110 м         |                                                                                      |
| Дубовая аллея         | 80 м          |                                                                                      |
| Лестничная аллея      | 90 м          | Выходит к Петровской улице                                                           |
| Нижняя аллея          | 110 м         |                                                                                      |
| Приморская аллея      | 60 м          |                                                                                      |
| Пушкинская аллея      | 160 м         | Одна из центральных аллей кладбища                                                   |
| Суздальская аллея     | 80 м          |                                                                                      |
| Тупиковая аллея       | 50 м          |                                                                                      |
| Фетровая аллея        | 90 м          | Восточная граница кладбища                                                           |
| Цветочная аллея       | 90 м          | Выходит к Петровской улице                                                           |
| Центральная аллея     | 120 м         | Выходит к Выборгскому шоссе                                                          |